# IMS Health
IMS Health è una multinazionale che supporta l'industria farmaceutica attraverso la fornitura di informazioni, analisi e servizi di consulenza. IMS Health è stata fondata nel 1954 da Bill Froch e David Dow. IMS opera in più di 100 Paesi, con oltre 6.900 dipendenti, con entrate per 2 miliardi di dollari USA.  Ha recentemente trasferito il suo quartier generale da Fairfield a Norwalk, sempre nel Connecticut.